# Памятник Адаму Мицкевичу (Вильнюс)
Па́мятник Ада́му Мицке́вичу — историко-культурная достопримечательность Вильнюса, памятник польскому поэту Адаму Мицкевичу, установленный в 1984 году неподалёку от колокольни костёла Святой Анны и бернардинского костёла Святого Франциска в южной части сквера на берегу Вильни. Авторы памятника скульптор Гядиминас Йокубонис и архитектор Витаутас Чеканаускас.

## История

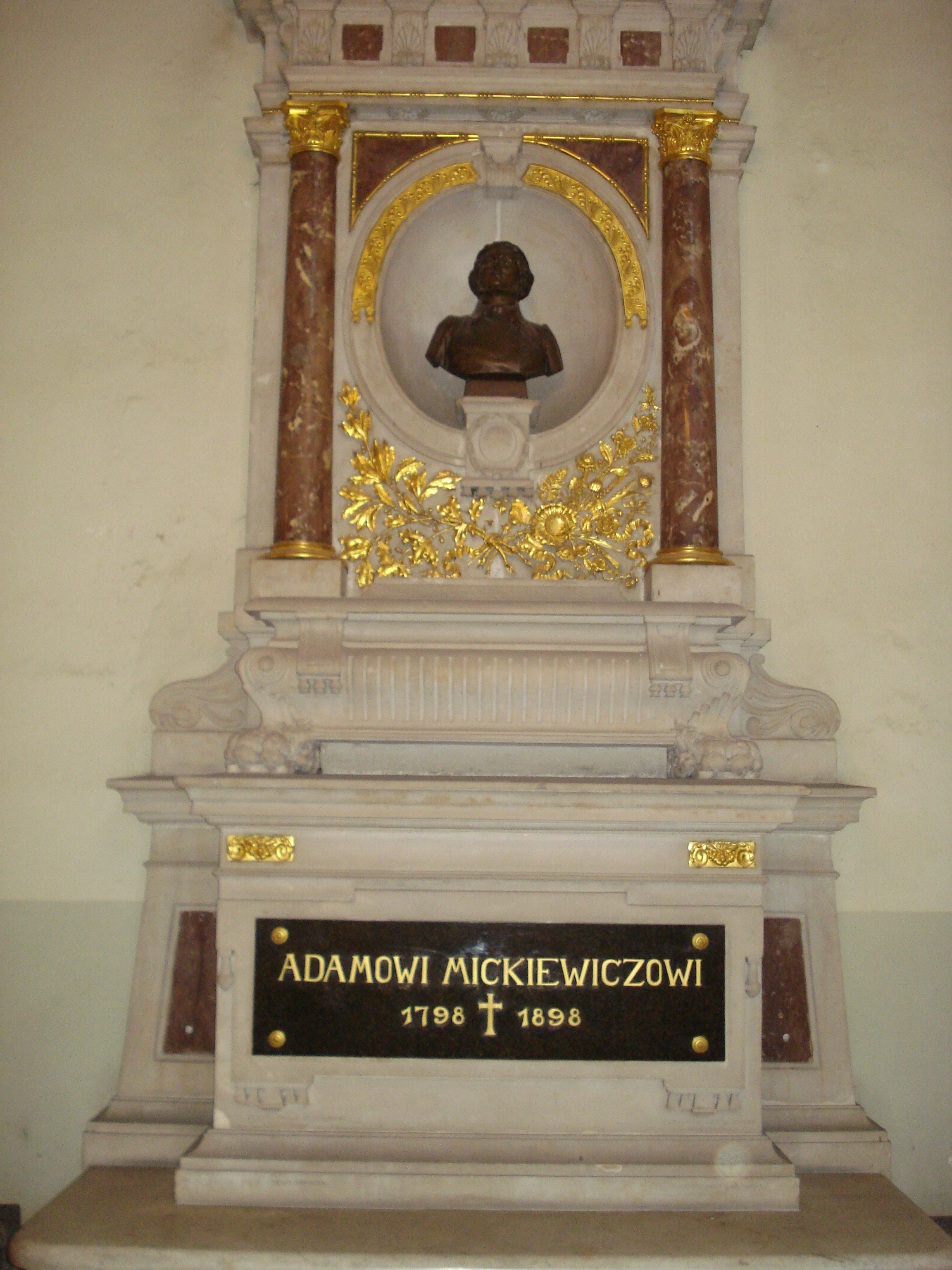
Памятник в костёле Святых Иоаннов

Мысль о сооружении в Вильне памятника Адаму Мицкевичу возникла вскоре после смерти поэта (1855). Одним из тех, кто её выдвигал, был друг Мицкевича времен филоматской юности поэт Антоний Эдвард Одынец. Судя по его письмам, предполагалось, что автором будет молодой, но уже многообещающий скульптор Генрик Штатлер.
В 1898 году, в связи со столетием со дня рождения Мицкевича, по инициативе сына поэта Владислава Мицкевича удалось установить памятник в костёле Святых Иоаннов. Неоренессансный памятник (архитектурное решение Яна Рудницкого по проекту Тадеуша Стрыенского; автор бюста Марцелий Гуйский) внешне напоминает надгробия вельмож в виленских костёлах.
Осенью 1905 году, в связи с приближающимся 50-летием со дня смерти поэта, виленский адвокат Адам Каспрович выдвинул на страницах газеты „Kurier Litewski” инициативу сооружения памятника Мицкевичу в открытом пространстве. Начался сбор средств, которые с энтузиазмом жертвовались представители различных деноминаций, национальностей и социальных слоёв — от врачей, инженеров и священников до кухарок и прислуги (менее чем за неделю, с 12 ноября до 18 ноября, в редакцию поступило 1476 рублей 62,5 копеек).
В феврале 1906 года был образован комитет по строительству памятника во главе с публицистом Чеславом Янковским. В комитет вошли граф Игнатий Корвин-Милевский, художник Фердинанд Рущиц, врач и меценат Владислав Загорский и другие влиятельные лица. Однако в мае того же года российские власти запретили газете сбор средств и потребовали прекратить деятельность комитета, поскольку делу не был дан официальный ход.
В межвоенные годы неоднократно предпринимались попытки сооружения памятник Мицкевичу, сопровождавшиеся острыми дискуссиями и оставшиеся не осуществлёнными. В 1921 году был образован комитет возведения памятника во главе с генералом Люцианом Желиговским, при участии Фердинанда Рущица, Чеслава Янковского и других.
Ввиду низкой активности этого комитета по инициативе офицеров в 1922 году был создан армейский комитет строительства памятника Мицкевичу под председательством генерала Леона Бербецкого. Комитетом в 1924 году на правом берегу Вилии (на территории казарм приблизительно напротив Старого арсенала) был воздвигнут 12-метровый временный макет монумента из сосновых досок по проекту скульптора и художника профессора Збигнева Пронашко. Кубистических форм скульптура представляла фигуру Мицкевича в одеяниях и позе пилигрима, словно вырастающую из земли. Памятник стал предметом резкой критики и насмешек. Он простоял до 1938 года, когда был разрушен бурей, а его остатки смыты вышедшей из берегов рекой.
В октябре 1926 года были объявлены результаты открытого конкурса проектов памятника. Первое место занял проект Станислава Шукальского (второе — Рафала Яхимовича, третье — Станислава Любельского). Однако модернистская эксцентричная композиция вызвала бурную полемику и протесты общественности, и проект Шукальского реализован не был.
В 1929—1930 годах был проведён закрытый конкурс, к участию в котором были приглашены Ксаверий Дуниковский и другие известные скульпторы и архитекторы. Летом 1931 года его победителем был признан проект скульптора, профессора Университета Стефана Батория Генрика Куны. Памятник должен был представлять собой 6-метровую фигуру Мицкевича в образе пилигрима на высоком цоколе, облицованном двенадцатью гранитными плитами с барельефами со сценами из драматической поэмы «Дзяды». В 1933 году Куна в своей варшавской мастерской изготовил 12 гипсовых барельефов и деревянную модель фигуры поэта. Однако начавшаяся Вторая мировая война прервала работу над памятником.

## Памятник Йокубониса

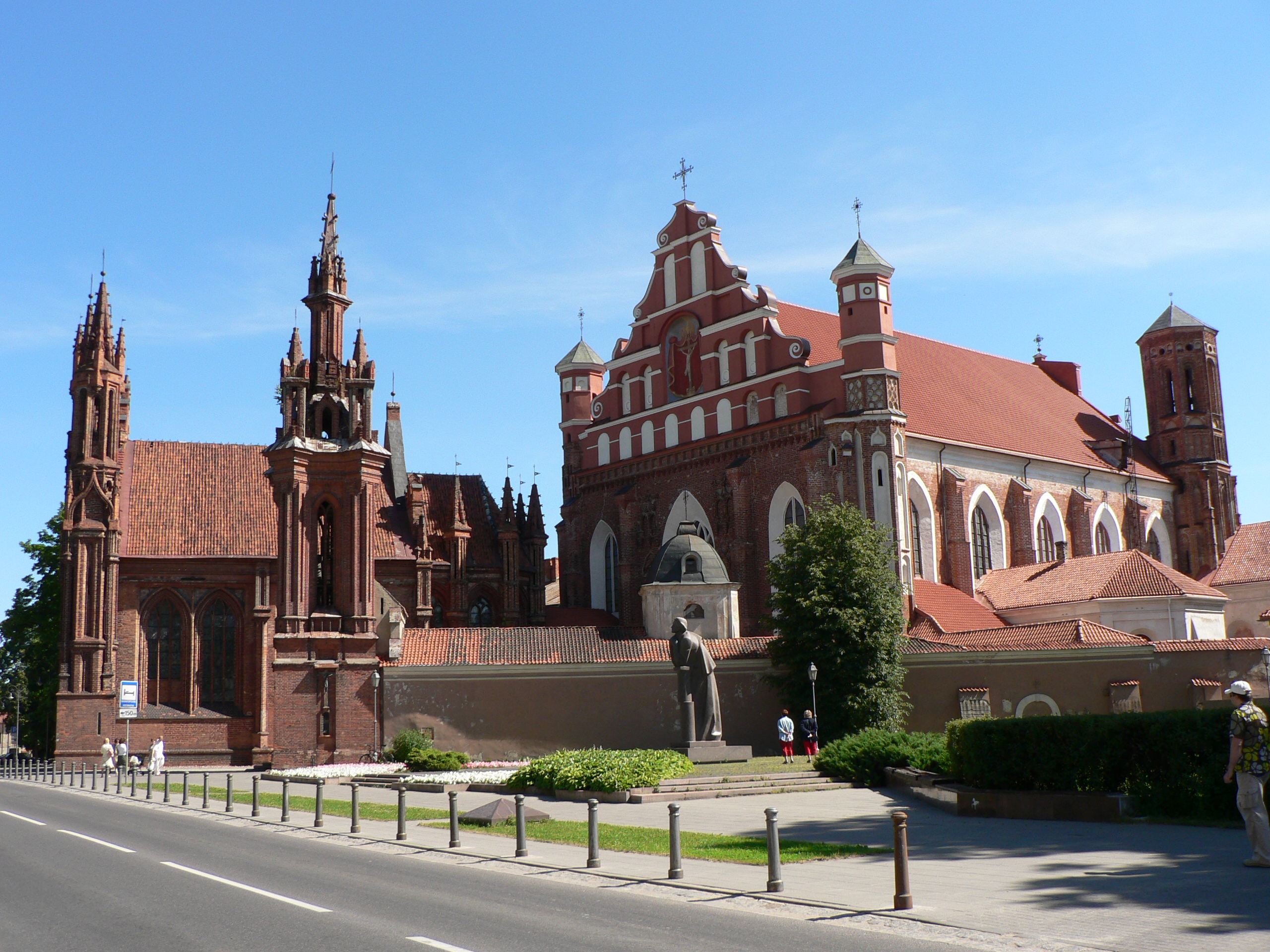
Памятник и его окружение

После Второй мировой войны в связи с 180-летием со дня рождения поэта властями Литовской ССР в 1978 году было принято решение о возведении памятника Мицкевичу в Вильнюсе. Авторами его стали скульптор Гядиминас Йокубонис и архитектор Витаутас Чяканаускас. Памятник был открыт в сквере рядом с костёлами Святой Анны и Святого Франциска при улице Тесос (ныне Улица Майронё), к югу от храмов, 18 апреля 1984 года (по другим сведениям, 18 мая ) без особых торжеств и освещения в средствах массовой информации.
К невысокой площадке вокруг памятника, вымощенной базальтовыми плитками, с трёх сторон ведут дорожки и базальтовые ступени. Композицию памятника образуют монументальная круглая скульптура на невысоком прямоугольном постаменте (0,57 м) с надписью на литовском языке Adomas Mickevičius. Фигура Мицкевича (высота 4, 5 м), задумчиво взирающего на город, опирается на рассечённую горизонтально и слегка сдвинутую колонну. Две её части символизируют жизнь поэта на родине и на чужбине и вместе с тем принадлежность его польской и литовской культурам. Скульптура обращена на запад, в сторону улицы. Характер фигуры и архитектурное окружение придают высокому памятнику камерность. Поэт изображён в задумчивости, с почти закрытыми глазами. Одухотворённость позы подчёркивает одеяние, ниспадающее торжественными складками. Формы лица создана по изображениям поэта.
По словам скульптора, Гядиминас Йокубонис стремился создать образ того жившего в Вильно юноши времён филоматской университетской юности, чем памятник отличается от монументов в Варшаве, Кракове, Париже, Львове, где поэт изображён как ссыльный или скиталец, придавленный бременем забот и страданий.
Скульптура высечена из глыбы розового гранита в 40 тонн, привезённого из окрестностей Сарн на Волыни (из того же материала постамент). В 1996 году рядом с памятником были размещены семь сохранившихся барельефов, включая шесть плит со сценами из «Дзядов» Мицкевича Генрика Куны, обнаруженных во время строительных работ на евангелическом кладбище. Барельефы образовали вместе с памятником единый ансамбль.

## Плита в память митинга 1987 года

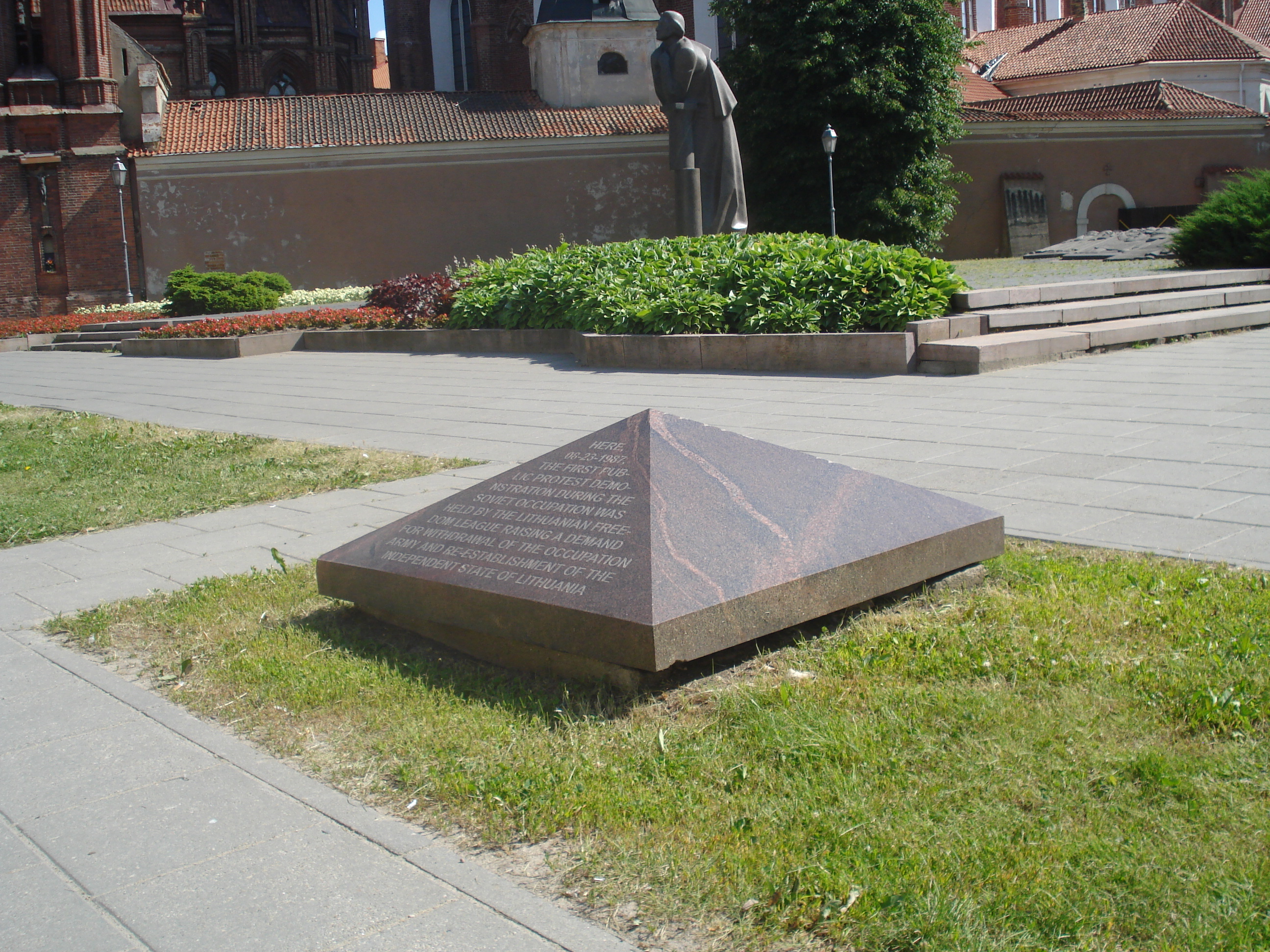
Мемориальная плита и памятник

Рядом с памятником Мицкевичу находится мемориальная плита, отмечающая место проведения митинга 23 августа 1987 года. В этот день у памятника Мицкевичу состоялся несанкционированный «исторический митинг», по словам Витаутаса Ландсбергиса , — первое открытое выступление против последствий пакта Молотова — Риббентропа и советской оккупации Литвы. Его организаторами и основными участниками были диссиденты, члены нелегальной Лиги свободы Литвы Антанас Тярляцкас, Нийоле Садунайте, Витаутас Богушис, Пятрас Цидзикас, а также священник Робертас Григас 

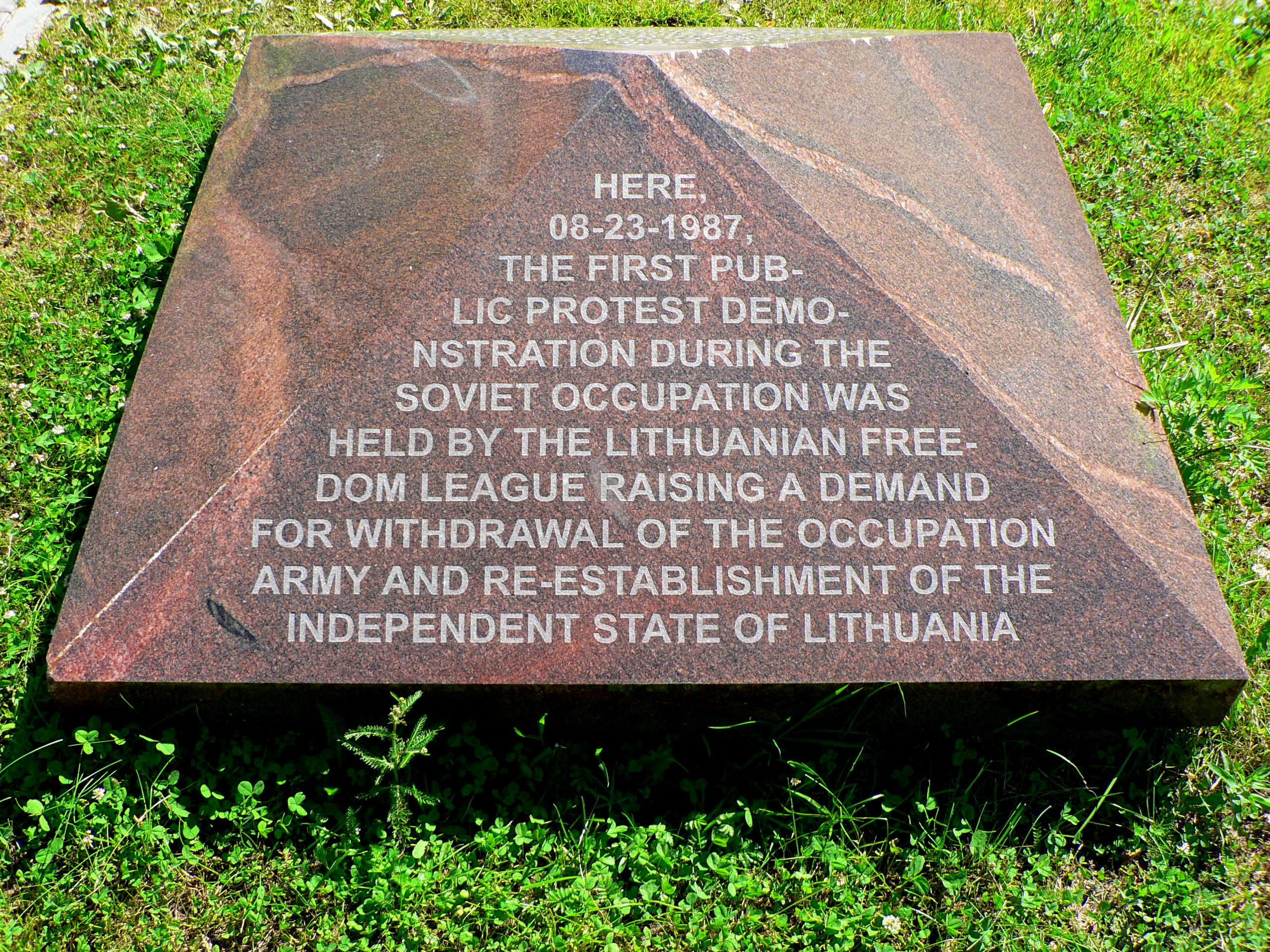
Мемориальная плита

Воззвание о митинге, подписанное В. Богушисом, А. Тярляцкасом, П. Цидзикасом, Н. Садунайте, было тайно передано заграничным радиостанциям и в середине августа было прочитано в передачах на литовском и других языках. В начале митинга собралось несколько сотен человек. Он продолжался четыре часа, люди приходили и уходили; по приблизительным оценкам, у памятника Мицкевичу во время митинга побывало до трёх тысяч человек. По другим сведениям, митинг провела группа в 150—200 человек . Выступавшие осудили сговор СССР и нацистской Германии, требовали вывода советской армии из Литвы и восстановления государственной независимости. Из-за провозглашённого курса на демократию и гласность власти не решились разогнать митинг силой и подвергнуть его организаторов и участников репрессиям, ограничившись кампанией публичного осуждения на собраниях в трудовых коллективах и в средствах массовой информации.